# Jons
Jons – miejscowość i gmina we Francji, w regionie Owernia-Rodan-Alpy, w departamencie Rodan.
Według danych na rok 1990 gminę zamieszkiwało 1001 osób, a gęstość zaludnienia wynosiła 135 osób/km² (wśród 2880 gmin regionu Rodan-Alpy Jons plasuje się na 783. miejscu pod względem liczby ludności, natomiast pod względem powierzchni na miejscu 1328.).